# Bourgognea reimeri
Bourgognea reimeri är en fjärilsart som beskrevs av M.Gaede 1929. Bourgognea reimeri ingår i släktet Bourgognea och familjen säckspinnare. Inga underarter finns listade i Catalogue of Life.